# 梁涛

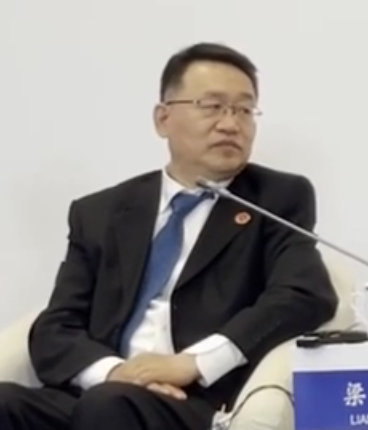
2022年于博鳌亚洲论坛上发言

梁涛（1962年11月—），男，山东荣成人，中华人民共和国政治人物，曾任中国保险监督管理委员会副主席、中国银行保险监督管理委员会副主席。
2023年1月，不再担任中国银行保险监督管理委员会副主席职务。
註：梁濤也可以指：已故的香港掌故專家，著作有< 香港賭博史>，<香港中區街道故事>，<香港東區街道故事>，<九龍街道故事>等等.